# ホルモン恋次郎
ホルモン 恋次郎（ホルモン こいじろう、11月22日 - ）は、日本のゲームの原画家・イラストレーター。男性。血液型はO型。

## 作品リスト

### ゲーム原画
1. 『校内えっち 妹孕ませ特別授業』（ローズティアラ）[3]
パッケージ版：2007年11月9日発売、ダウンロード版：2007年10月26日発売
2. 『校内えっち コスプレ会長 輪姦クラブ』（ローズティアラ）[4]
パッケージ版：2008年12月19日発売、ダウンロード版：2008年11月28日発売
3. 『ツンデレついんず水泳部 〜オトナのレッスンしてください〜』（ローズティアラ）[5]
パッケージ版、ダウンロード版：2010年12月24日発売
4. 『大は小を兼ねない』（Eleonora -エレオノーラ-）
2012年8月10日発売
5. 『りとるほーる 〜俺の娘がこんなに……なハズがない〜』（アパタイト）[6]
パッケージ版、ダウンロード版：2012年10月19日発売
6. 『悪夢のメルマガ 〜堕ちた妹は還れない〜』（アパタイト）[7]
パッケージ版：2013年2月22日発売、ダウンロード版：2013年2月15日発売
7. 『見習い退魔師本気でイキますっ!』（アパタイト）[8]
パッケージ版：2013年5月31日発売、ダウンロード版：2013年5月24日発売
8. 『ハブられ。』（アンモライト）[9]
パッケージ版、ダウンロード版：2013年9月27日発売
9. 『少女洗脳 〜可愛いあの子が僕の愛ペットになってくれるまで〜』（スピンドル）[10]
パッケージ版：2014年2月28日発売、ダウンロード版：2014年2月21日発売
10. 『アナル＊ママ 〜後ろの穴は息子専用なの』（アパタイト）[11]
パッケージ版、ダウンロード版：2014年3月20日発売
11. 『双性の姫君 〜ふたなり姉妹と魔王の求愛〜』（アンモライト）[12]
パッケージ版、ダウンロード版：2014年4月25日発売
12. 『みこみこ☆ちぇんじんぐ 〜小さいの大きいの、どっちが好き？〜』（スピンドル）[13]
パッケージ版、ダウンロード版：2014年9月26日発売
13. 『あの夏の不確定な彼女』（アパタイト）[14]
パッケージ版、ダウンロード版：2014年11月21日発売
14. 『オヤジ⇔優等女学生 〜取り替えて蹴落として〜』（スピンドル）[15]
パッケージ版、ダウンロード版：2015年3月27日発売
15. 『軟体レッスン 〜いいなり彼女とひみつの放課後〜』（アパタイト）[16]
パッケージ版：2015年11月27日発売、ダウンロード版：2015年11月13日発売
16. 『乱交!! ヤリマクリ☆オンライン 〜はじめよう、エッチでビッチな仮想現実〜』（アパタイト）[17]
パッケージ版：2016年3月25日発売、ダウンロード版：2016年3月11日発売
17. 『絶頂天使アクメリア』（みるくぱい）[18]
パッケージ版、ダウンロード版：2016年3月25日発売
18. 『アナル＊ティーチャー ～感度良肛!? 逆レッスン～』（アパタイト）[19]
パッケージ版：2016年6月24日発売、ダウンロード版：2016年6月10日発売
19. 『満淫オーク電車～くっ！　任務じゃなければこんな場所…～』（アパダッシュ）[20]
パッケージ版：2016年11月25日発売、ダウンロード版：2016年11月4日発売
20. 『熱闘！ハレンチ運動会！～汗だせ、声だせ、精子だせ～』（アパダッシュ）[21]
パッケージ版：2017年3月24日発売、ダウンロード版：2017年3月10日発売
21. 『たわわ奥さん×ハプニングジム～むっちりボディとすけべなエクササイズ～』（アパダッシュ）[22]
パッケージ版：2018年3月23日発売、ダウンロード版：2018年3月9日発売

### イラスト
- 『清楚でビッチな人妻は、実はサキュバスでした 〜お願いです、夫には言わないで〜』 2017年11月17日発売[23]、（パラダイム〈オトナ文庫〉）、ISBN 978-4-8015-1589-5

### 漫画
- 「アゼルのどきどき通学路」 （『COMIC LO』 Vol.2、2003年6月）